# Подень (комуна)
Подень, Подені (рум. Podeni) — комуна у повіті Мехедінць в Румунії. До складу комуни входять такі села (дані про населення за 2002 рік):
- Горненць (232 особи)
- Мелерішка (189 осіб)
- Подень (752 особи)

Комуна розташована на відстані 285 км на захід від Бухареста, 28 км на північ від Дробета-Турну-Северина, 142 км на південний схід від Тімішоари, 117 км на північний захід від Крайови.

## Населення
За даними перепису населення 2002 року у комуні проживали 1173 особи, усі — румуни. Усі жителі комуни рідною мовою назвали румунську.
Склад населення комуни за віросповіданням:
| Релігія       | Кількість осіб | Відсоток |
| ------------- | -------------- | -------- |
| православні   | 1156           | 98,6%    |
| п'ятдесятники | 11             | 0,9%     |
| баптисти      | 6              | 0,5%     |